# Алізаде Тугай Фаіг-огли
Тугай Фаіг огли Алізад (нар. 8 липня 2002, Маріуполь, Донецька область, Україна) — азербайджанський (до 2018 року — український) футболіст, півзахисник азербайджанського клубу «Араз-Нахчиван».